# Johann Gottlieb Olearius
Johann Gottlieb Olearius (* 22. Juni 1684 in Halle; † 12. Juli 1734 in Königsberg) war ein deutscher Rechtswissenschaftler und Historiker.

## Leben
Olearius war ein Sohn des Johann Gottfried Olearius (1635–1711). Er studierte seit dem 16. Oktober 1702 an der Universität Wittenberg, um zunächst ein philosophisches Grundstudium zu absolvieren. Damalige Lehrer an der philosophischen Fakultät waren Johann Wilhelm von Berger in Dichtkunst, sowie Rhetorik, Christian Röhrensee in Ethik, Heinrich Leonhard Schurzfleisch in Geschichte, Georg Wilhelm Kirchmaier in Griechisch, Johann Christoph Wichmannshausen in Philosophie und Georg Friedrich Schröer in Logik. Diese dürften ihn dabei unterstützt haben, dass er im April 1705 den akademischen Grad eines Magisters der Philosophie erwarb.
Daraufhin wechselte an die Universität Jena, habilitierte sich dort und wurde Adjunkt der philosophischen Fakultät. In Jena absolvierte er ein Jurastudium, wurde 1712 unter Christian Wildvogel mit der Dissertation de eo, quod justum est circa orationem dominicam, vom Recht des Vater unsers zum Lizentiat der Rechte und promovierte 1713 zum Doktor der Rechte. Olearius ging im selben Jahr als Hofgerichtsadvokat nach Königsberg, wurde 1715 außerordentlicher Professor an der juristischen Fakultät der Universität Königsberg und wurde 1722 Beisitzer des Hofhalsgerichts daselbst.
Olearius versuchte in seinen Werken, den historischen Kontext der Rechtswissenschaften darzustellen. Dabei verfasste er einige Biographien. Kennzeichnend für sein Schaffen ist seine unveröffentlichte Schrift Vitae et scripta professorum juris Academ. Regiomontanae defunctorum ab ipsa fundatione ann. 1544 ad nostra usque tempora. Zudem war er Herausgeber des Werks seines Vaters Abacus patrologicum unter dem Titel Bibliotheca scriptorum ecclesiasticorum (Jena 1711) in zwei Teilen.

## Werke
- Diss. Philos. De Comitiis. Wittenberg 1704.
- Dissertatines de Petri Pomponatii, vita. 1710.
- Diss. De eo quod justum est circa orationem dominicam. Jena 1713.
- Diss. I. II. De Julio Caesare Vanino. Jena 1709.
- Diss. De Luthero ex juris studioso Thelogo et Zieglero ex Theologo ICto facto. Jena 1710.
- Diss. De variis atheos convincendi methodis. Jena 1711.
- Disp. Jurid de renuncitatione Feriarum. Königsberg/Pr. 1713.
- Disp. Jurid. De utilitate et necessitate rei literariae in jurisprudentia. Königsberg/Pr. 1713.
- Diss. de Biographis antiquorum Jctorum. Königsberg/Pr. 1714.
- Theses miscellaneae. Königsberg/Pr. 1714.
- Positiones miscellaneae. Königsberg/Pr. 1714.
- Theses juridicae. Königsberg/Pr. 1714.
- Jo. Gottl. Olearii Duodecas positionum juris varii cum jure Prutenico collatarum. Königsberg 1715.
- Ej. Diss de insignioribus processus civilis differentiis ex jure Prutenico novissimo et ordinatione Processus Saxonici Electoralis novissima. Accedit Dissertatio prooemialis de .... Ictus Prussis falso imputata. Königsberg/Pr. 1726.
- Pro loco. Theses miscellaneae. Königsberg/Pr. 1715.
- De exiguo usu cautionis pro reconventione in causis spolii. Königsberg/pr. 1716.
- Progr. De historiarum et antiquitatum scientia in jure summopere necessaria. Königsberg 1721.